# Woodhaven (Michigan)
Woodhaven est une ville du sud du comté de Wayne, dans l'État américain du Michigan. Au recensement de 2010, la ville comptait 12 875 habitants et fait partie d'un ensemble de 18 communautés connues sous le nom de Downriver.
Woodhaven est bien connu pour abriter l'usine d'emboutissage Ford.  

## Géographie
Selon le Bureau du recensement des États-Unis, la ville a une superficie totale de 16,71 km2, dont 16,55 km2 de terre et 0,16 km2 d'eau. 
Woodhaven a deux codes ZIP. L'un (48183) couvre la majorité de la ville, ainsi que Trenton et certaines parties du canton de Brownstown. L'autre code ZIP (48134) comprend une petite partie du coin sud-ouest de Woodhaven et est partagé avec Flat Rock. 

### Autoroutes
- I-75 traverse le centre de Woodhaven du nord au sud.

- US 25 (en) était une autoroute américaine qui a été mise hors service en 1973. Elle longeait l'actuelle Dix-Toledo Road, qui traverse une petite partie du coin nord-ouest de la ville.

- M-85 (en) longe l'extrême sud-est mais ne traverse pas la ville.

## Éducation
Le district scolaire de Woodhaven-Brownstown (en) dessert la plus grande partie de Woodhaven. L'école secondaire de Woodhaven (en) se trouve dans le Brownstown Charter Township. 
Une partie de Woodhaven se trouve dans le district scolaire de Gibraltar. 